# Lampria scapularis
Lampria scapularis là một loài ruồi trong họ Asilidae. Lampria scapularis được Bigot miêu tả năm 1878. Loài này phân bố ở vùng Tân nhiệt đới.